# Yunju Daoying
Yunju Daoying (chiń. 雲居道膺; pinyin Yúnjū Dàoyīng; kor. 운거도응 Ungŏ Toŭng, jap. Ungo Dōyō, wiet. Vân Cư Đạo Ưng; ur. 830, zm. 902) – chiński mistrz chan szkoły caodong znany także jako Yunju Shanhong.

## Życiorys
Yunju pochodził z dawnego Youzhou, znajdującego się w dzisiejszej prowincji Hubei.
W wieku 25 lat został pełnym mnichem w klasztorze Yanshou w Fanyang, obecnie w powiecie Zhuo w prowincji Hebei. Długo studiował teksty Winai i stał się jej znawcą.
Następnie udał się na górę Nan, gdzie studiował chan u mistrza Cuiweia Wuxuego. Jednak po usłyszeniu o mistrzu Dongshanie Langjiem, powędrował na górę Dong i został jego uczniem. Po jakimś czasie został głównym mnichem.
Donhshan spytał Yunju Gdyby nagle jakiś mnich spytał „Wasza wielebność?”, jak odpowiedziałbyś?
Yunju powiedział Mój błąd.
Po osiągnięciu oświecenia otrzymał przekaz Dharmy i po śmierci Dongshana prowadził szkołę caodong. Tradycyjnie uważa się, że jednak nie otrzymał od nauczyciela prawa nauczania według systemu Pięciu rang.
Po opuszczeniu Dongshana mistrz przez jakiś czas przebywał w „pustelni Trzech Szczytów”. Potem przeniósł się na górę Yunju, która położona jest na północnym zachodzie od miasta Nanchang w prowincji Jiangxi. Wybudował tam klasztor Jenru (Prawdziwa Takość). Nauczał w nim ponad 30 lat, a kongregacja liczyła 1500 uczniów.
Mnich spytał mistrza chan Yunju Daoyinga Co to jest jedna Dharma?
Yunju powiedział A czym jest dziesięć tysięcy dharm?
Mnich powiedział Nie rozumiem jak to pojąć.
Yunju powiedział Jedna Dharma jest jak twój własny umysł. Dziesięć tysięcy dharm są twoją podstawową naturą. Czy są one jedną rzeczą, czy dwoma?
Mnich pokłonił się.
Junju pokazał mnichowi wiersz
Jedna Dharma jest istotą wszystkich dharm.
Miriady dharm przenikają jedną Dharmę.
„Tylko umysł” i „tylko natura”,
Nie mów, że są różne lub takie same.
Mistrz otrzymał pośmiertny tytuł „mistrz chan Rozległego Przebudzenia”.
Według informacji z Chuandeng lu mistrz miał 28 spadkobierców.

## Linia przekazu Dharmy zen
Pierwsza liczba oznacza liczbę pokoleń mistrzów od 1 Patriarchy indyjskiego Mahakaśjapy.
Druga liczba oznacza liczbę pokoleń od 28/1 Bodhidharmy, 28 Patriarchy Indii i 1 Patriarchy Chin.
Trzecia liczba oznacza początek nowej linii przekazu w danym kraju.
- 33/6. Huineng (638–713)
  - 34/7. Qingyuan Xingsi (660–740)
    - 35/8. Shitou Xiqian (700–790)
      - 36/9. Yueshan Weiyan (751–834)
        - 37/10. Yunyan Tansheng (770–841)
          - 38/11. Dongshan Liangjie (807–869) szkoła caodong
            - 39/12. Caoshan Benji (840–901)
            - 39/12. Jiufeng Puman (bd)
            - 39/12. Youqi Daoyou (bd)
            - 39/12. Tiantong Weiqi (bd)
            - 39/12. Yunju Daoying (830–902)
              - 40/13/1. Taekyŏng Yŏŏm (862–930) szkoła sŏngju – Korea
              - 40/13/1. Sŏngak Hyŏngmi (864–917) Korea
              - 40/13/1. Chinch'ŏl Iŏm (869–936) Korea. Szkoła sumi san
              - 40/13. Tong’an Daopi (bd) (także Daoying)
                - 41/14. Tong’an Guanzhi (bd)
                  - 42/15. Liangshan Yuanguan (bd)
                    - 43/16. Dayang Jingxuan (943–1027) (także Jingyan)